# Denise Bral
Pour les articles homonymes, voir Bral.
Denise Bral est une cycliste belge.

## Palmarès sur route
- 1959
  - Goes
- 1964
  -  Championne de Belgique sur route
- 1966
  - Maarke-Kerkem
  - 3e de Sint Maartensdijk

## Palmarès sur piste

### Championnats nationaux
- 1964
  - 3e de la vitesse
  - 3e de la poursuite
- 1966
  - 3e de la vitesse